# Inteligentna sieć energetyczna

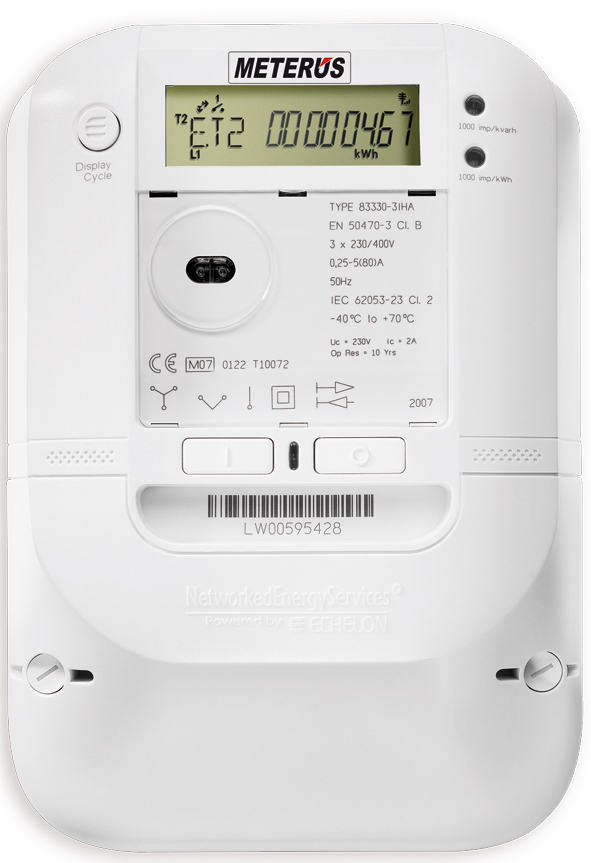
Inteligentny licznik energii elektrycznej, jeden z elementów sieci

Inteligentna sieć energetyczna,  inteligentna sieć elektroenergetyczna – sieć elektroenergetyczna, w której istnieje komunikacja między wszystkimi uczestnikami rynku energii, mająca na celu dostarczanie usług energetycznych, zapewniając obniżenie kosztów i zwiększenie efektywności oraz zintegrowanie rozproszonych źródeł energii, w tym także energii odnawialnej.
Spełnienie powyższych wymagań wiąże się z modernizacją istniejącej sieci elektroenergetycznej i optymalizacji wszystkich elementów sieci. W roku 2010 trwa dopracowywanie standardów, m.in. Komisja Europejska powołała w tym celu specjalny zespół, którego prace przewidziano na lata 2010–2020.
W Polsce spółka Energa-Operator realizuje pilotażowy projekt sieci inteligentnej na Helu o nazwie „Inteligentny Półwysep”.
Polska Zielona Sieć zrealizowała w latach 2013–2014 projekt informacyjno-edukacyjny „Neonawyki – inteligentne sieci energetyczne”, którego celem było propagowanie rozwoju ISE w Polsce.
W Polsce za powstanie inteligentnej sieci energetycznej odpowiadają Polskie Sieci Elektroenergetyczne S.A. Spółka, decyzją Prezesa Urzędu Regulacji Energetyki, wyznaczona została jako Operator Informacji Rynku Energii i odpowiada za utrzymanie Centralnego Systemu Informacji Rynku Energii.

## Bezpieczeństwo informatyczne
Jednym z głównych problemów inteligentnych sieci elektroenergetycznych są cyberataki. Idea, zamysł i topologia sieci inteligentnych jest oparta na rozwiązaniach informatycznych, które niosą z sobą pewne zagrożenie. Funkcjonowanie tych sieci zależy od wielu komputerów, sieci komputerowych, oprogramowania oraz technologii komunikacyjnych. Nieuprawniona ingerencja w tę infrastrukturę informatyczną może doprowadzić do ogromnych strat wynikających zarówno bezpośrednio, jak i pośrednio z braku zasilania odbiorców. Złożoność sieci oznacza, że istnieją luki, które jeszcze nie zostały zidentyfikowane. Dlatego trudno jest oszacować ryzyko związane z potencjalnym atakiem ze względu na wielkość, złożoność i dynamiczny charakter sieci energetycznej oraz nieprzewidywalność potencjalnych cyberprzestępców.